# Lazzaro Morelli
Lazzaro Morelli (30. října 1608 Ascoli Piceno – 1690) byl italský barokní sochař.
Byl synem florentského sochaře Fulgenzia Morelliho, který byl také učitelem Giosafattiho. Lazzaro pracoval v dílně Berniniho, a spolupracoval na vytvoření Anděla s dútkami pro Ponte Sant'Angelo v Římě. Zhotovil také sochu Laskavosti pro náhrobek Klementa X. v bazilice sv. Petra. Náhrobek byl navržen Rossim (1684) a dalšími sochaři byli Ercole Ferrata (socha papeže) a Giuseppe Mazzuoli (Milost). Vytvořil také několik soch pro střechu kolonády na svatopetrském náměstí. Spolupracoval na výzdobě kostela San Pietro Martire v Ascoli Piceno.